# Frontière entre le Cameroun et la Guinée équatoriale
La frontière entre le Cameroun et la Guinée équatoriale est la frontière séparant le Cameroun et la Guinée équatoriale.
La Guinée équatoriale a commencé à construire un mur dans la partie orientale de sa frontière. Sur certains tronçons, le mur ainsi que des miradors se trouveraient sur le sol camerounais, provoquant des tensions entre les deux États.